# 로마 수도광역시

로마 수도광역시의 위치

로마 수도광역시(이탈리아어: Città metropolitana di Roma Capitale)는 이탈리아 라치오주에 위치한 광역시로 중심 도시는 로마이며 면적은 5,352km2, 인구는 4,333,689명(2014년 기준), 인구 밀도는 810명/km2이다. 2015년 1월 1일을 기해 실시된 행정 구역 개편에 따라 로마도에서 로마 수도광역시로 개편되었다.

## 같이 보기
- 로마도